# Reiterstandbild Luitpolds

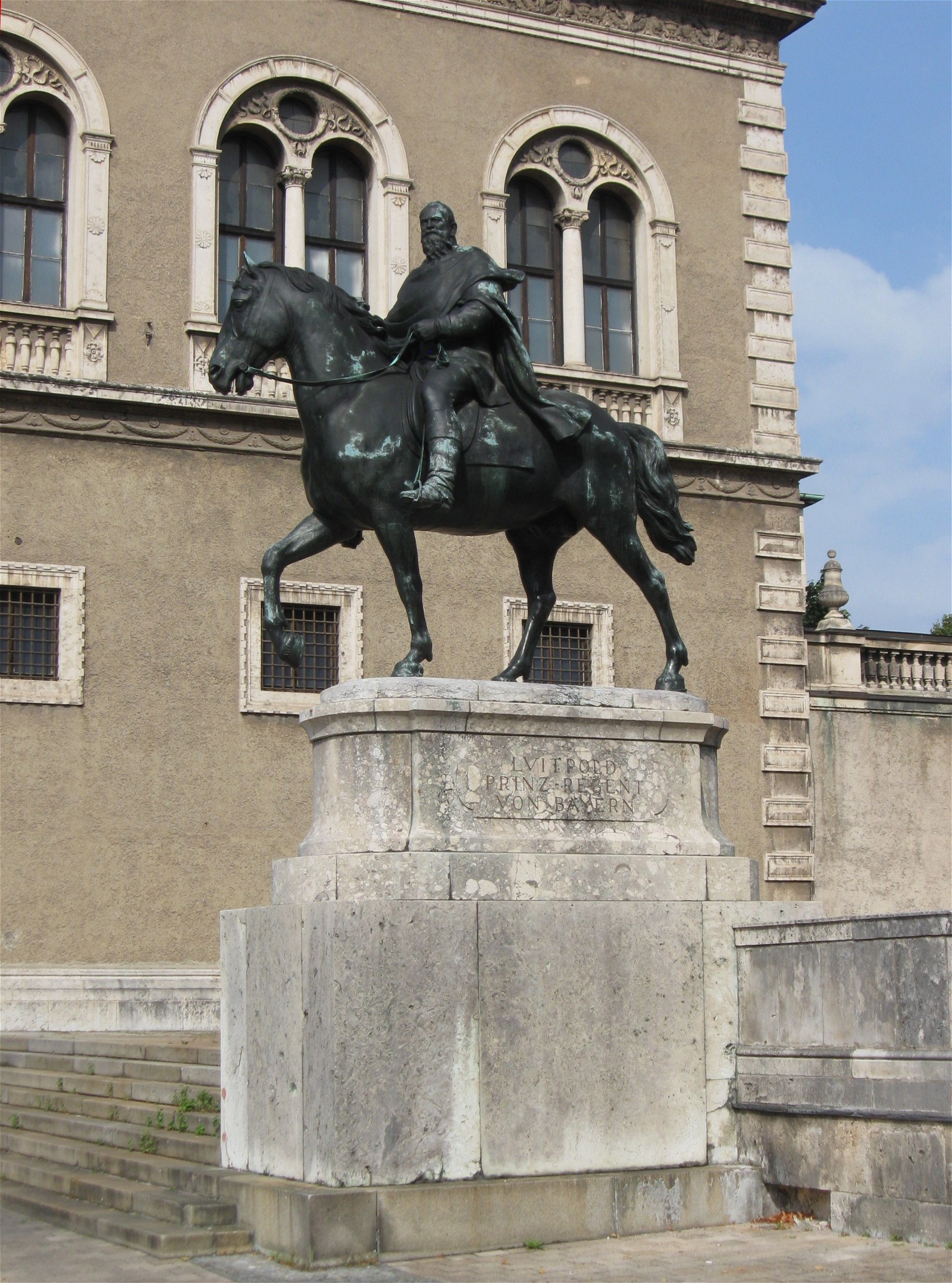
Das Reiterstandbild Luitpolds

Das Reiterstandbild des Prinzregenten Luitpold von Bayern an der Prinzregentenstraße in München wurde 1901–1913 vom Bildhauer Adolf von Hildebrand im Stil des Neubarock geschaffen. 

## Beschreibung
Die Figur aus Bronze zeigt Luitpold zu Pferd, der Sockel aus Stein hat die Inschriften „Luitpold Prinz-Regent von Bayern“ auf der Straßenseite und „Die dankbare Stadt Muenchen“ auf der Museumsseite. Während der nationalsozialistischen Umgestaltung der Prinzregentenstraße von 1937 bis 1939 wurde es am ursprünglichen Standort vor dem Haupteingang des Bayerischen Nationalmuseums mit dem Hubertusbrunnen abgebaut und am heutigen Standort vor dem Ostflügel des Museums ohne den Brunnen wieder aufgebaut. Es steht unter Denkmalschutz.